# Mahler Gyula
Mahler Gyula (Cífer, 1866. augusztus 12. – 1944.) zsidó származású magyar orvosdoktor, Mahler Ede testvéröccse.

## Élete
Mahler Salamon (1823–1895), Cífer rabbija, és Regner Klára (1822–1897) fiaként született. A gimnáziumot Pozsonyban 1884-ben végezte; azután a bécsi egyetemen tanult, ahol 1889-ben az összes orvostudományok doktorává avatták. A bécsi közkórházban és az általános poliklinika első osztályában működött; 1896. áprilisban a Stoffela E. osztályában asszisztens és ugyanezen osztályon 1897. januárban első tanársegéd lett. 1890-től tagja volt a német természetvizsgáló és orvosok egyesületének és a párizsi Société française d'Hygiène-nek. 1941. március 5-én deportálták Bécsből Modliborzycébe.
1896. május 24-én Bécsben vette feleségül Sabine Lichtensteint. Gyermekük, Friedrich 1897. november 25-én született Bécsben.
Cikkei a Wiener Allgemeine medicin. Zeitungban (1886. Chazar Kabed, 1887. Die älteste Blutuntersuchung, Die Medicin und der ärztliche Stand der alten Griechen); a Freies hygienisches Blattban (1888. Die Hygiene der Ernährung im Säuglingsalter); az Internationale klinische Rundschauban (1890. Ueber Wesen und Werth der Schutzpocken-Impfung, Zur Reform der medicinischen Studien); a bécsi Aerztlicher Centralanzeigerben (1890. Hygiene und sociales Leben, Die Hygiene des Säuglingsalters, Die Hygiene der Schule, Die Hygiene der Ernährung) sat.

## Művei
- Repertorium der Physiologie. Wien, 1897. Két kötet. (2. kiadás, 3. k. 1901. Uo.)
- Repertorium der Hygiene. Leipzig, 1898. Két kötet. (2. kiadás.)
- Therapeutisches Lexikon. Uo. 1899.

Szerkesztette 1891-től a bécsi Aerztlicher Centralanzeigert.